# DJK Ammerthal
Die DJK Ammerthal ist ein Sportverein aus der Oberpfälzer Gemeinde Ammerthal. Er wurde ursprünglich als Fußballverein gegründet. Heute verfügt er über weitere Abteilungen für Motorradsport, Wandern, Radsport, Skisport und Gymnastik und zählt etwa 720 Mitglieder.

## Geschichte
Die DJK Ammerthal wurde am 9. Februar 1958 gegründet und trat dem DJK-Diözesanverband in der Diözese Regensburg bei. In den ersten 35 Jahren seines Bestehens spielte der Verein in den Ligen des Fußballkreises Amberg. Erst Mitte der 1990er Jahre stieg er erstmals in die Bezirksliga Oberpfalz auf.
2006 übernahm Trainer Robert Ziegler das Team und führte es gleich im ersten Jahr zur Vizemeisterschaft in der Bezirksoberliga Oberpfalz. In den Relegationsspielen zur Landesliga Mitte unterlag die DJK dem FC Amberg. In der Saison 2008/09 gelang dann – wieder über die Relegation – der Aufstieg. Nach zwei siebten Plätzen in den Saisonen 2009/10 und 2010/11 stieg die DJK Ammerthal in der Saison 2011/12 dank des erweiterten Aufstiegsrechts im Rahmen der Spielklassenreform des Bayerischen Fußball-Verbands in die Bayernliga auf. 2015 musste man den Abstieg in die Landesliga Mitte hinnehmen, schaffte aber den sofortigen Wiederaufstieg in die Bayernliga.

## Persönlichkeiten
- Rudi Sturz
- Bernd Hobsch
- Michal Pospíšil
- Anton Shynder

## Erfolge
- Aufstieg in die Landesliga Bayern Mitte: 2009
- Aufstieg in die Bayernliga: 2012, 2016